# Lepidodactylus guppyi
Lepidodactylus guppyi är en ödleart som beskrevs av  George Albert Boulenger 1884. Lepidodactylus guppyi ingår i släktet Lepidodactylus och familjen geckoödlor. Inga underarter finns listade i Catalogue of Life.